# Хатиагский язык
Хатский язык или хатиагский язык, хат-ийский, хат-айский (осет. Хатиаг ӕвзаг) — тайный и чудодейственный язык в Нартском эпосе. Этим языком владели только представители нартского рода Ахсартагката, которые использовали его в разговоре или на письме, чтобы сохранить от окружающих определённую тайну.

«(Батрадз): После ужина постелили спать в двух палатах: в одной — двадцати, в другой — девятнадцати. И вдруг слышу: мать с дочерью стоят рядом и разговаривают на языке хати, а по-хатийски из всей дружины понимал только я».

Хатский язык обладал чудодейственной силой. При использовании этого языка открывались замки.

… Кафты Сар Хуандон сказал им (Ахсартагката):
«Ступайте к железным воротам Чёрной скалы и заговорите с ними на языке хати. Они откроются и, покуда вы не оглянетесь назад, из них будет выходить рать… Оправились Ахсартагката — отворились перед ними железные ворота Чёрной скалы».

Хатский язык использовал также упоминаемый в Нартском эпосе народ чинта, который, как утверждает доктор филологических наук Т. А. Гуриев, были китайцами. Противоположного мнения придерживался Жорж Дюмезиль, который утверждал, что хатский язык является «плодом фантазии».